# Sergeant Rutledge
Sergeant Rutledge is een Amerikaanse western uit 1960 onder regie van John Ford. De film werd destijds uitgebracht onder de titel De zwarte sergeant.

## Verhaal
De zwarte sergeant Braxton Rutledge wordt beschuldigd van verkrachting en moord op de dochter van een blanke legerofficier. Hij wordt verdedigd door een luitenant.

## Rolverdeling
| Acteur           | Personage                      |
| ---------------- | ------------------------------ |
| Jeffrey Hunter   | Luitenant Tom Cantrell         |
| Constance Towers | Mary Beecher                   |
| Billie Burke     | Cordelia Fosgate               |
| Woody Strode     | Sergeant Braxton Rutledge      |
| Juano Hernandez  | Sergeant Matthew Luke Skidmore |
| Willis Bouchey   | Kolonel Otis Fosgate           |
| Carleton Young   | Kapitein Shattuck              |
| Judson Pratt     | Luitenant Mulqueen             |